# Helmut Griem
Helmut Griem, né le 6 avril 1932 à Hambourg et mort le 19 novembre 2004 à Munich, est un acteur et metteur en scène allemand.

## Biographie
Issu d'une famille d'ouvriers, Helmut grandit dans un contexte de guerre mais aussi dans « le culte du corps et de la race chers à l'idéologie dominante » (Ciné Revue), et trouve ses premiers plaisirs dans la littérature allemande approuvée par le régime nazi. Au sortir de la guerre, il est un pré-adolescent de 13 ans. Le délabrement de l'Allemagne et la déchéance civile de son père poussent le jeune homme dans la mauvaise voie, livré à lui-même dans une société décomposée. Il fait partie d'une bande organisée qui attaque et pille les convois d'approvisionnement en produits de première nécessité. Cependant il s'en tire avec les honneurs : lorsque son père est réhabilité, il passe son baccalauréat et étudie la littérature à l'université de Hambourg.
Griem est familier de toutes les grandes scènes germanophones : le Théâtre Thalia et le Deutsches Schauspielhaus à Hambourg, le Burgtheater à Vienne, les scènes de Berlin (notamment le Schillertheater), le Kammerspiele à Munich, et enfin le Residenztheater, également à Munich. En 1968 il remporte le prix du meilleur acteur de la scène berlinoise de 10 000 marks qu'il offre aux étudiants en art dramatique nécessiteux.
Helmut débute dans une troupe itinérante, le Theater frei Haus, puis rejoint le cabaret littéraire Hamburger Buchfinken. Le directeur du Grand Théâtre de Hambourg le remarque et l'engage pour remplacer, au pied levé, l'acteur principal de la pièce Regenmaker. Il reste dans cet établissement prestigieux jusqu'en 1957. Le comédien est alors engagé par le Kölner Theater. À la même époque, il s'essaie à la télévision, dans des adaptations de la nouvelle Pierre et Jean de Maupassant et de la pièce La Cruche cassée de Heinrich von Kleist, et au cinéma dans Fabrique d'officier SS de Frank Wisbar (qui augure clairement de ses emplois à venir) et en jeune premier menacé de fadeur dans la comédie musicale Le Rêve de mademoiselle Tout-le-monde de Helmut Käutner. L'expérience sur grand écran ne le convainc guère et le déçoit même durablement, selon son propre aveu.
Sa longue collaboration avec les metteurs en scène Hans Lietzau et Hans Bauer s'achève en 1973 et marque son éloignement de la scène.
Helmut Griem met en scène lui-même des œuvres comme Long Day's Journey Into Night d'Eugene O'Neill à la Münchner Kammerspiele. Il n’a pas pu commencer le travail qu’il avait prévu sur la pièce L’une et l’autre de Botho Strauss.
Au cinéma, il internationalise sa carrière cinématographique dès 1962, travaillant en Italie avec Luchino Visconti, à deux reprises, et en France avec Michel Deville (dans un registre plus léger).
En définitive, l'acteur travaillera peu avec les principaux metteurs en scène de son pays, mis à part Volker Schlöndorff et Rainer Werner Fassbinder (pour une apparition dans la série Berlin Alexanderplatz), auxquels on peut ajouter Hans Geissendörfer - pour La Cellule de verre (nommé aux Oscars) et La Montagne magique à la télévision - et Peter Fleischmann pour La Maladie de Hambourg (sur un scénario de Roland Topor). En revanche, il tourne dans des films signés par l'Italien Valerio Zurlini (le Désert des Tartares), le Polonais Krzysztof Zanussi, la Belge Chantal Akerman, les Français Jacques Rouffio (avec pour partenaire Romy Schneider) et Claude Chabrol (pour une adaptation de Goethe sur le petit écran), les Américains Lamont Johnson et Stuart Rosenberg (Le Voyage des damnés avec Oskar Werner).
À la télévision, Griem explore particulièrement la veine littéraire, de Dostoïevski à Arthur Miller en passant par Anouilh ; il incarne Bel-Ami, le héros cynique de Maupassant et le Don Carlos de Schiller. Dans une autre veine, il incarne Rommel dans Le Complot contre Hitler. Sur le tard, Helmut Griem paraît dans des productions internationales telles que Pierre le Grand et Charlemagne.
À côté de ses nombreux films et téléfilms, deux rôles ont marqué la carrière de Griem. D'une part, dans Les Damnés de Luchino Visconti, Helmut incarne une fois de plus un officier SS qui incarne le mal absolu. D'autre part, dans le film oscarisé Cabaret de Bob Fosse, il joue le rôle du riche baron Maximilian von Heune, aux côtés de Liza Minnelli et de Michael York.
Il meurt le 19 novembre 2004 à Munich. Sa tombe se trouve au Cimetière d'Ohlsdorf  à Hambourg.

## Théâtre
- Cabale et Amour de Friedrich Schiller : Ferdinand
- Léonce et Léna de Georg Büchner : Leonce
- Comme il vous plaira de William Shakespeare : Orlando
- La Ménagerie de verre de Tennessee Williams : Tom
- Richard II de William Shakespeare : rôle-titre
- La Cerisaie d’Anton Tchekhov : Lopachin
- Der Menschenfreund de Christopher Hampton : Philipp. Direction : Dieter Dorn
- Le Prince de Hombourg de Heinrich von Kleist : rôle-titre
- Les Bonnes de Jean Genet : Claire
- Philoctète de Heiner Müller : rôle-titre
- Les Brigands de Friedrich von Schiller : Karl Moor
- My Fair Lady : professeur Higgins
- Troïlus et Cressida de William Shakespeare : Thersites
- Faust de Goethe : rôle-titre
- Qui a peur de Virginia Woolf ? d'Edward Albee : George

## Filmographie

### Au cinéma
- 1960 : Fabrique d'officiers S.S. (de) (Fabrik der Offiziere) de Frank Wisbar
- 1961 : Bis zum Ende aller Tage de Franz Peter Wirth
- 1961 : Barbara (Barbara - wild wie das Meer) de Frank Wisbar
- 1963 : À cause, à cause d'une femme de Michel Deville : Johann Muller
- 1969 : Les Damnés de Luchino Visconti : Aschenbach
- 1970 : L'Évasion du capitaine Schlütter de Lamont Johnson
- 1972 : Cabaret de Bob Fosse : Maximilian von Heune
- 1972 : Un crime ordinaire (Die Moral der Ruth Halbfass) de Volker Schlöndorff : Franz Vogelsang
- 1972 : Ludwig ou le Crépuscule des dieux de Luchino Visconti : le colonel Dürckheim
- 1975 : Children of Rage d'Arthur Allan Seidelman
- 1976 : Le Voyage des damnés de Stuart Rosenberg
- 1976 : Ansichten eines Clowns de Vojtěch Jasný
- 1976 : Le Désert des Tartares de Valerio Zurlini : le lieutenant Simeon
- 1978 : L'Allemagne en automne, film collectif
- 1978 : La Cellule de verre de Hans W. Geissendörfer
- 1978 : Les Rendez-vous d'Anna de Chantal Akerman
- 1979 : La Percée d'Avranches d'Andrew V. McLaglen : Major Stransky
- 1979 : La Maladie de Hambourg de Peter Fleischmann
- 1980 : Kaltgestellt de Bernhard Sinkel
- 1981 : Malou de Jeanine Meerapfel
- 1982 : La Montagne magique (Der Zauberberg) de Hans W. Geissendörfer : James Tienappel
- 1982 : La Passante du Sans-Souci de Jacques Rouffio
- 1986 : The Second Victory de Gerald Thomas
- 1986 : Caspar David Friedrich de Peter Schamoni
- 1988 : Faust de Dieter Dorn
- 1989 : Hard Days, Hard Nights de Horst Königstein
- 1989 : A proposito o di quella strana ragazza de Marco Leto
- 1993 : Verlassen Sie bitte Ihren Mann ! de Reinhard Schwabenitzky
- 1995 : Brennendes Herz de Peter Patzak

### À la télévision
- 1958 : Die Brüder de Egon Monk d'après Pierre et Jean de Maupassant
- 1959 : Der zerbrochen Krug de Joachim Hess d'après Heinrich von Kleist
- 1963 : Don Carlos de Wirth d'après Schiller : Don Carlos
- 1964 : Die Sanfte de Willi Schmidt d'après Dostoïevski
- 1965 : Christmas Heimreise de Ludwig Cremer d'après Hugo von Hofmannsthal
- 1965 : Antigone de Wirth d'après Jean Anouilh
- 1967 : Blick von der Brücke de Cremer d'après Arthur Miller
- 1967 : Bel-Ami de Helmut Käutner d'après Maupassant : Georges Duroy alias Bel Ami
- 1980 : Berlin Alexanderplatz de Rainer Werner Fassbinder, un épisode
- 1980 : Bizarre, bizarre, un épisode
- 1982 : Die Versuchung (pl), de Krzysztof Zanussi : Ludwig
- 1982 : Les Affinités électives de Claude Chabrol d'après Goethe : Edouard
- 1984 : Le Lieutenant du diable de John Goldschmid d'après Maria Fagyas (en deux parties) : Kunze
- 1986 : Pierre le Grand de Marvin J. Chomsky : Alexandre Menchikov
- 1990 : Stauffenberg - Verschwörung gegen Hitler/Le Complot contre Hitler, de Lawrence Schiller : Rommel
- 1994 : Charlemagne, le prince à cheval, de Clive Donner
- 1994 : Nom de code : Missus de Alberto Negrin (en deux parties) : monseigneur Kastner
- 1997 : The Lost Daughter de Roger Cardinal avec Richard Chamberlain
- 2001 : Lourdes, de Ludovico Gasparini
- 2004 : Liebe auf Bewährung, de Marco Serafini

### Postsynchronisation
Helmut Griem donna sa voix à James Garner (Sexy !) et à Sam Shepard (Homo Faber).